# 瘋狂店員2
《瘋狂店員2》（英語：Clerks II）是一部於2006年上映的美國喜劇片，由凱文·史密斯執導、編劇和剪輯。本片為1994年電影《瘋狂店員》的續集與View Askew宇宙的第六部電影；與第一集的黑白畫面不同的是，《瘋狂店員2》大部分的畫面是以彩色為主。前集電影的演員再度回歸演出，主演包括布萊恩·歐哈隆、傑夫·安德森、蘿莎瑞·道森、崔佛·費夏曼、傑森·繆斯與珍妮佛·史瓦爾巴赫。
《瘋狂店員2》於2006年的第59屆坎城影展上放映，並於同年的愛丁堡國際電影節上贏得觀眾獎。電影在美國於2006年7月21日上映，並獲得了好評與成功的票房。續集《瘋狂店員3》在2022年推出。

## 劇情
故事設定於前集的十一年後，已三十多歲的但丁發現自己工作的便利商店因故燒毀，使得但丁與藍道只好至速食店慕比金牛（Mooby the Golden Calf）工作。與此同時，但丁也將與新女友結婚，好讓自己展開全新的人生；但在許多瘋狂與無厘頭事件發生於速食店中時，但丁似乎難以達成自己理想中的目標，而好友藍道則打算在但丁離開前給他一個驚喜。

## 演員
- 布萊恩·歐哈隆飾演但丁·希克斯（英语：List of View Askewniverse characters）（Dante Hicks）
- 傑夫·安德森飾演藍道·葛雷夫斯（英语：List of View Askewniverse characters）（Randal Graves）
- 蘿莎瑞·道森飾演貝姬·史考特（英语：List of View Askewniverse characters）（Becky Scott）
- 崔佛·費夏曼（英语：Trevor Fehrman）飾演艾利亞斯·格羅弗（英语：List of View Askewniverse characters）（Elias Grover）
- 傑森·繆斯飾演傑（Jay）
- 凱文·史密斯飾演沉默鮑勃（Silent Bob）
- 珍妮佛·史瓦爾巴赫（英语：Jennifer Schwalbach Smith）飾演艾瑪·邦廷（英语：List of View Askewniverse characters）（Emma Bunting）
- 傑森·李飾演蘭斯·多德（英语：List of View Askewniverse characters）（Lance Dowds）
- 扎克·克努森（英语：Zak Knutson）飾演性感種馬（Sexy Stud）
- 伊森·索普飾演顧客
- 班·艾佛列克飾演呆呆的傢伙
- 旺達·塞克絲飾演生氣的顧客
- 大地震（英语：Earthquake (comedian)）飾演生氣顧客的丈夫
- 凱文·韋斯曼飾演魔戒粉絲顧客

## 反響

### 評價
《瘋狂店員2》獲得了普遍好評。爛番茄根據160篇專業影評，新鮮度63%，平均得分6.1／10。Metacritic則獲得65分的正面評價。主要被評論家稱讚電影中的幽默及獨特見解。
該片被IMDB用戶評為2006年第三搞笑的電影，以及爛番茄的第9屆最佳喜劇。
電影於2006年的第59屆坎城影展上放映後，獲得了觀影人們的八分鐘起立鼓掌。

### 票房
電影在美國的首週末從兩千一百五十間戲院中獲得1006萬美元的票房。全球票房總計2700萬美元，對比500萬美元的預算來說可謂成功。

## 家庭媒體
《瘋狂店員2》的DVD於2006年11月28日發行。根據《好萊塢報導》，電影在DVD的出租店與銷售獲得了約600萬美元的獲利，占總票房將近四分之一。
2007年1月16日，《瘋狂店員2》推出了HD DVD，當中含有1080p高畫質的精選光碟和普通版DVD。在高密度光碟格式之戰結束於2008年2月後，《瘋狂店員2》又於2009年2月3日發行了藍光光碟。

## 續集
2015年4月，史密斯透露，他將會拍攝《瘋狂店員3》及《耍酷一族》的續集。2017年2月9日，史密斯在Facebook上透露，雖然劇本已經完成，但《瘋狂店員3》仍已作廢。但《瘋狂店員3》最後仍在2021年完成拍攝，2022年上映。

## 外部連結
- 官方网站
- 互联网电影数据库（IMDb）上《瘋狂店員2》的资料（英文）
- AllMovie上《瘋狂店員2》的资料（英文）
- 豆瓣电影上《瘋狂店員2》的資料 （简体中文）
- Box Office Mojo上《瘋狂店員2》的資料（英文）
- 爛番茄上《瘋狂店員2》的資料（英文）
- Metacritic上《瘋狂店員2》的資料（英文）